# Verona (Kentucky)
Pour les articles homonymes, voir Verona (homonymie).
Verona est une census-designated place située dans le comté de Boone, dans l’État du Kentucky, aux États-Unis. Sa population s’élevait à 1 455 habitants lors du recensement de 2010. Verona n’est pas incorporée.

## Source
- (en) Cet article est partiellement ou en totalité issu de l’article de Wikipédia en anglais intitulé « Verona, Kentucky » (voir la liste des auteurs).